# آووکا (ویکتوریا)
آووکا (به انگلیسی: Avoca) یک شهرک در استرالیا است که در ویکتوریا (استرالیا) واقع شده‌است.